# Coryneum betulinum
Coryneum betulinum är en svampart som beskrevs av Schulzer 1882. Coryneum betulinum ingår i släktet Coryneum och familjen Pseudovalsaceae.   Inga underarter finns listade i Catalogue of Life.